# سمیر خربوش
سمیر خربوش (انگلیسی: Samir Kherbouche؛ زادهٔ ۲۸ ژانویهٔ ۱۹۷۶) بازیکن فوتبال اهل الجزایر بود.
از باشگاه‌هایی که در آن بازی کرده‌است می‌توان به باشگاه فوتبال اوراس باتنه اشاره کرد.
وی همچنین در تیم‌های ملی فوتبال زیر ۲۳ سال الجزایر و الجزایر بازی کرده‌است.